# Great Altcar
Great Altcar is een civil parish in het bestuurlijke gebied West Lancashire, in het Engelse graafschap Lancashire.